# Шубин, Андрей Сергеевич
 Андре́й Серге́евич Шу́бин  (1916 — 21 августа 1944) — командир роты ПТР 350-го отдельного истребительно-противотанкового дивизиона (294-я стрелковая дивизия, 52-я армия, 2-й Украинский фронт), капитан. Герой Советского Союза.

## Биография
Родился в 1916 году в деревне Соломоновка в крестьянской семье. Русский. Окончил 8 классов. Работал грузчиком на Кировском фаянсовом заводе. В 1937—1939 годах служил в РККА.

#### Великая Отечественная война
В 1941 году вновь призван в Красную Армию Кировским РВК Смоленской области. С сентября 1941 года — на фронте.
Командир роты капитан Шубин отличился в боях за освобождение Правобережной Украины. В бою за город Черкассы в районе хутора Кирилловка противник в течение 3-х дней атаковывал участок, обороняемый ротой Шубина. Когда противнику удалось вплотную подойти к роте, Шубин поднял роту в контратаку, обратив противника в бегство. В этом бою ротой Шубина уничтожено 4 средних танка и до 200 солдат и офицеров противника. В бою под городом Яссы 5 апреля 1944 года рота Шубина отразила 9 контратак крупных сил пехоты и танков противника. В критические моменты боя Шубин не раз поднимал бойцов в атаку. В этом бою он был тяжело ранен. Приняв основной удар на себя, рота Шубина обеспечила пехотным подразделениям, не имеющим боеприпасов, выйти из окружения, сохранив при этом живую силу. В наступательных боях ротой Шубина было уничтожено 13 танков, 7 бронетранспортёров, 6 орудий разного калибра, 17 пулемётов и до 600 солдат и офицеров противника.
Указом Президиума Верховного Совета СССР от 13 сентября 1944 года за образцовое выполнение боевых заданий командования на фронте борьбы с немецкими захватчиками и проявленные при этом отвагу и геройство капитану Шубину Андрею Сергеевичу присвоено звание Героя Советского Союза с вручением ордена Ленина и медали «Золотая Звезда».
21 августа 1944 года в бою под городом Яссы (Румыния) Шубин был тяжело ранен, умер от ран.

## Награды
- Медаль «Золотая Звезда» (13.09.1944)[2][3];
- орден Ленина (13.09.1944);
- орден Красного Знамени (23.12.1943)[4];
- орден Красной Звезды (07.10.1943)[5].

## Память
В деревне Соломоновка Кировского района Калужской области установлены мемориальная доска и бюст Героя.